# Instituto Internacional para el Desarrollo Sostenible
El Instituto Internacional para el Desarrollo Sostenible (IISD por las siglas en inglés de International Institute for Sustainable Development) es un centro de estudios independiente fundado en 1990 que trabaja para definir e informar las políticas internacionales sobre gobernanza del desarrollo sostenible. El IISD tiene 3 oficinas en Canadá (Winnipeg, Ottawa y Toronto) y una en Ginebra (Suiza). Cuenta con más de 150 empleados y asociados distribuidos por más de 30 países.
El IISD está registrado en Canadá como organización benéfica.

## Historia y organización
En 1988, en la Asamblea General de las Naciones Unidas, el entonces primer ministro canadiense, Brian Mulroney, anunció planes para establecer un centro que promovería internacionalmente el desarrollo sostenible, con sede en Winnipeg. El nuevo centro formaría parte de la contribución de Canadá a los preparativos de lo que se convertiría en la Conferencia de las Naciones Unidas sobre el Medio Ambiente y el Desarrollo, también conocida como la Cumbre de la Tierra de Río de Janeiro (Brasil). Dos años después, en 1990, se estableció formalmente el IISD, tras la firma de un acuerdo entre el entonces ministro de Medio Ambiente de Canadá, Lucien Bouchard, y el primer ministro de Manitoba, Gary Filmon.
En 1992, el IISD se convirtió en la sede del Boletín de Negociaciones de la Tierra, un servicio de información periodística sobre las negociaciones mundiales sobre medio ambiente y desarrollo.
En 2016, el IISD lanzó la Plataforma de conocimiento sobre los objetivos de desarrollo sostenible (SDG Knowledge Hub), un sitio dedicado a proporcionar actualizaciones de noticias, comentarios, análisis, calendarios y artículos invitados sobre cómo se van consiguiendo (o no) los Objetivos de Desarrollo Sostenible.
A partir de 2022, el trabajo diario del Instituto se estructura actualmente en torno al marco CREATE (iniciales en inglés de clima, recursos, economías, acción conjunta y compromiso), que guiará su trabajo hasta 2025. Los pilares de este marco se implementan a través de los 5 programas del IISD: Derecho y política económicos, energía, resiliencia, seguimiento del progreso y agua.
En la década 2011-2020, el IISD ha ampliado su labor programática para incluir la secretaría de varios foros, redes y alianzas intergubernamentales. Entre ellos se encuentran el Foro Intergubernamental sobre Minería, Minerales, Metales y Desarrollo Sostenible (IGF por sus siglas en inglés) y la Red Mundial de Planes Nacionales de Adaptación (al cambio climático). 
El IISD gestiona la Oficina de Apoyo Internacional de la Secretaría (SISO) del Consejo Chino para la Cooperación Internacional sobre Medio Ambiente y Desarrollo (CCICED por sus siglas en inglés). El 11 de noviembre de 2021, el IISD anunció que sería la primera secretaría permanente de la Alianza Más Allá del Petróleo y el Gas (BOGA por sus siglas en inglés, orientada al abandono de los combustibles fósiles, que causan el cambio climático).
El IISD cuenta con una junta directiva de 15 miembros,  presidida por Michelle Edkins, en 2025 directora mundial del Instituto de Inversión Activa de la compañía inversora BlackRock. El presidente fundador de la junta directiva del IISD es Lloyd McGinnis. La presidenta y directora ejecutiva del IISD es Patricia Full (de 2024 a la actualidad). 

## Trabajo
La visión del IISD es «un mundo donde las personas y el planeta prosperen». El Instituto colabora con organizaciones intergubernamentales, gobiernos, instituciones académicas, el sector privado y organizaciones de la sociedad civil de todo el mundo. Esta colaboración incluye el desarrollo de nuevas investigaciones, la realización de reportajes y análisis de noticias, la prestación de asistencia técnica y apoyo para el aumento de capacidad, y la organización de talleres y otros eventos de intercambio de conocimientos.
Para lograr esa visión, el IISD ha estructurado su trabajo en torno al citado marco CREATE.

### Clima
El trabajo del IISD sobre el clima aborda los 2 pilares el los que generalmente se clasifican las acciones contra esta amenaza: la mitigación del cambio climático y la adaptación al cambio climático.
El trabajo sobre mitigación es realizado principalmente por el programa de energía del IISD, que ayuda a los gobiernos a medida que emprenden reformas de política energética para lograr una transición justa hacia la neutralidad de carbono (neutralidad climática o cero neto) para 2050, por ejemplo mediante una mayor adopción de fuentes de energía renovables y la eliminación de los subsidios a los combustibles fósiles.
El programa de energía del IISD también alberga la Iniciativa mundial de subsidios, que proporciona datos, investigación y perspectivas para la reforma de los subsidios a los combustibles fósiles y a la pesca. Como parte de la labor del IISD en su pilar climático, el IISD actúa como la primera secretaría permanente de la Alianza Más Allá del Petróleo y el Gas (BOGA por sus siglas en inglés). Esta alianza fue anunciada por una docena de gobiernos nacionales y subnacionales en la Conferencia de las Naciones Unidas sobre el Clima celebrada en Glasgow en noviembre de 2021 y tiene como objetivo la eliminación gradual de la producción de petróleo y gas (abandono de los combustibles fósiles).
El trabajo sobre adaptación al cambio climático lo realiza el programa de resiliencia del IISD, que asesora a los formuladores de políticas sobre cómo mejorar la resiliencia de sus países ante los riesgos relacionados con el clima y adaptarse a los impactos del cambio climático. 
El programa de resiliencia también trabaja en medio ambiente, conflictos y construcción de paz (consolidación de la paz o peacebuilding); cómo las artes pueden apoyar medidas eficaces de adaptación al cambio climático; y cómo los gobiernos pueden abordar la mitigación y la adaptación al cambio climático de forma conjunta, en lugar de por separado. A través del programa de Resiliencia, el IISD actúa como secretaría de la Red Mundial de Planes Nacionales de Adaptación.

### Recursos
El trabajo sobre recursos del IISD cubre 3 áreas principales: los sectores económicos de la minería y la agricultura, que también están englobados en el pilar de economías del marco CREATE, y el agua.
El trabajo del IISD en agricultura se centra en la inversión y el comercio agrícola responsables. Entre otros proyectos, el IISD es uno de los socios que apoya a la Red de parlamentarios sobre igualdad de género e inversiones en agricultura y seguridad alimentaria de la Comunidad Económica de Estados de África Occidental (CEDEAO), junto con Oxfam, la Organización de las Naciones Unidas para la Alimentación y la Agricultura (FAO) y Mujeres en el Derecho y el Desarrollo en África (WiLDAF). 
El IISD también se ha asociado con el Instituto Internacional de Investigación sobre Políticas Alimentarias (IFPRI) y la Universidad Cornell en investigaciones para determinar los costes de erradicar el hambre de manera sostenible para 2030 y las intervenciones políticas que podrían contribuir a alcanzar ese objetivo, en consonancia con el Objetivo de Desarrollo Sostenible 2. Además, el equipo de agricultura del IISD asesora a los gobiernos sobre leyes, contratos, políticas y marcos legales para la inversión agrícola.
La labor del IISD en materia de minería, además de su función como sede de la secretaría del Foro Intergubernamental sobre Minería, Minerales, Metales y Desarrollo Sostenible, incluye también investigación, análisis y capacitación sobre la erosión de la base imponible y el traslado de beneficios (BEPS) y sus consecuencias para los países en desarrollo ricos en recursos y para sus ingresos fiscales provenientes del sector minero. Entre otras áreas, esta labor abarca el acuerdo sobre un impuesto mínimo global, analizando sus impactos generales y sectoriales para los países en desarrollo.
El trabajo del IISD sobre el agua se lleva a cabo dentro de su programa específico, que realiza investigación científica y difusión de políticas sobre cómo mejorar el suministro de agua. A través de este programa, el IISD alberga el Área experimental de lagos del IISD, con sede en Kenora (Ontario). Asimismo, desde 2020 el IISD colabora con el Centro Africano de Investigación y Educación Acuática para analizar cómo abordar los desafíos ambientales que afectan a los Grandes Lagos de África.

### Economías
El trabajo del IISD sobre economías busca proporcionar a los formuladores de políticas la investigación, el análisis, la información periodística y la capacitación necesarias para elaborar leyes, políticas y marcos que contribuyan a una economía justa y sostenible. Los temas que abarca este programa incluyen las leyes y políticas comerciales, las leyes y políticas de inversión internacional, las leyes y políticas sobre imposición internacional, y la financiación y el aprovisionamiento de infraestructuras sostenibles.
Gracias a su labor en materia de infraestructura sostenible, el IISD es ahora la sede del Centro Mundial de Recursos de Infraestructura Basada en la Naturaleza (soluciones basadas en la naturaleza), establecido en 2021 conjuntamente con el Fondo para el Medio Ambiente Mundial, la Fundación MAVA y la Organización de las Naciones Unidas para el Desarrollo Industrial (ONUDI).

### Actuar juntos y participar
Los 2 pilares de actuar juntos (act togetheɾ) y participar (engage) son transversales a los diversos programas de trabajo del IISD y también constituyen el enfoque principal del equipo de Seguimiento del Progreso del IISD. Este programa trabaja para apoyar a las comunidades, a los responsables de políticas nacionales y a los tomadores de decisiones internacionales en sus esfuerzos por alcanzar los Objetivos de Desarrollo Sostenible (ODS). El programa Seguimiento del Progreso realiza investigaciones sobre la gobernanza ambiental global y alberga el trabajo de los Servicios de Informes del IISD, incluyendo el Boletín de Negociaciones de la Tierra y la Plataforma de conocimiento de los ODS. El programa también trabaja con las comunidades en el establecimiento de sitios de "seguimiento del progreso" para monitorizar sus avances hacia el cumplimiento de estos objetivos. Los avances se monitorizan mediante a indicadores.
A través del programa de seguimiento del progreso, el IISD coorganiza el Ecosistema Ginebra 2030  junto con el Laboratorio de los ODS, liderado por la Oficina de las Naciones Unidas en Ginebra [xv]. El Ecosistema Ginebra 2030 trabaja para establecer alianzas y fomentar la investigación y la divulgación conjuntas entre las diferentes organizaciones en Ginebra que trabajan en los Objetivos de Desarrollo Sostenible.
El IISD también es miembro de varias redes internacionales que trabajan en temas ambientales. Su oficina europea forma parte de la Red Ambiental de Ginebra y de Piensa en una Europa sostenible (Think Sustainable Europe).

## Iniciativas emblemáticas

### Área de lagos experimentales del IISD
El Área Experimental de Lagos del IISD (IISD-ELA por sus siglas en inglés) es un laboratorio natural que consta de 58 pequeños lagos y sus cuencas hidrográficas reservadas para la investigación científica. Al manipular estos pequeños lagos, los científicos pueden examinar cómo responden todos los aspectos del ecosistema, desde la atmósfera hasta las poblaciones de peces. Los hallazgos de estos experimentos en el mundo real suelen ser mucho más precisos que los de las investigaciones realizadas a menor escala, como en laboratorios. Estos hallazgos se utilizan para elaborar informes sobre los efectos de políticas y se publican regularmente en revistas científicas de primer nivel, incluida Nature. Inaugurada en 1968, el Área experimental de lagos fue operada anteriormente por el Gobierno federal canadiense. El IISD se hizo cargo de su operación en 2014 después de firmar acuerdos con el Gobierno federal canadiense y el de la provincia de Ontario. Posteriormente, el sitio pasó a llamarse IISD-ELA.

### Red mundial de planes nacionales de adaptación
El IISD alberga la Secretaría de la Red mundial de planes nacionales de adaptación (NAP por sus siglas en inglés), que fue iniciada por formuladores de políticas y profesionales de la adaptación de 11 países en desarrollo y desarrollados en diciembre de 2014 durante un evento paralelo en la Conferencia de las Naciones Unidas sobre el Clima en Lima, Perú.

### Foro intergubernamental sobre minería, minerales, metales y desarrollo sostenible
El Foro Intergubernamental sobre Minería, Minerales, Metales y Desarrollo Sostenible (IGF por sus siglas en inglés) surgió como una asociación Tipo II de las Naciones Unidas tras la Cumbre Mundial sobre el Desarrollo Sostenible de 2002 en Johannesburgo, Sudáfrica. Fue establecido originalmente en 2005 por los gobiernos de Canadá y Sudáfrica como el Diálogo mundial sobre minería, metales y desarrollo sostenible. El IISD se convirtió en la sede de la Secretaría del IGF en octubre de 2015. El actual Director del IGF es Greg Radford, quien asumió el cargo en 2016.
El IGF cuenta con más de 80 miembros y en su asamblea general anual reúne a funcionarios gubernamentales y representantes de la industria, el mundo académico, la sociedad civil, organizaciones no gubernamentales e internacionales durante varios días de sesiones centradas en la gobernanza minera y el desarrollo sostenible. Esta asamblea se celebra en el Palacio de las Naciones en Ginebra, Suiza, y es organizada por la Conferencia de las Naciones Unidas sobre Comercio y Desarrollo (UNCTAD).

### Plataforma de conocimiento sobre los ODS
Esta plataforma (SDG Knowledge Hub) es un centro de recursos en línea para noticias y comentarios sobre la implementación de la Agenda 2030 para el Desarrollo Sostenible de las Naciones Unidas y los Objetivos de Desarrollo Sostenible.
Se lanzó en octubre de 2016 y contiene noticias, comentarios originales de expertos del IISD y artículos de invitados. También ofrece un calendario de próximos eventos relacionados con la Agenda 2030.
Esta plataforma cubre los esfuerzos en marcha en todos los niveles de gobernanza, desde las comunidades hasta los organismos intergubernamentales. Sus artículos examinan cómo este conjunto de actores trabaja para alcanzar los Objetivos de Desarrollo Sostenible, así como los desafíos que enfrentan y las oportunidades de colaboración existentes. También busca sentar las bases para el debate posterior a 2030, en el que se tratarán los objetivos conseguidos y se establecerán otros nuevos.

### Estado de las iniciativas de sostenibilidad
El Estado de las iniciativas de sostenibilidad (SSI por sus siglas en inglés) es otra rama de páginas web dentro del sitio del IISD que ofrece servicios de investigación y asesoramiento exhaustivos para promover la producción y el consumo sostenibles, con especial atención a los sectores de productos básicos agrícolas, como banana o cacao. Para ello, examina las características y el rendimiento de los estándares voluntarios de sostenibilidad (VSS por sus siglas en inglés), como Fairtrade y Rainforest Alliance. o UTZ, con el objetivo de mejorar su eficacia como herramientas para el desarrollo sostenible.